# Parapalosia cinderella
Parapalosia cinderella là một loài bướm đêm thuộc phân họ Arctiinae, họ Erebidae.